# Toshiyuki Kobayashi

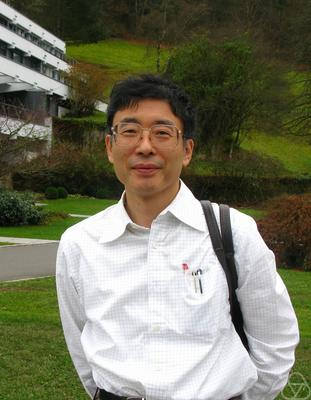
Toshiyuki Kobayashi

Toshiyuki Kobayashi (jap. 小林 俊行, Kobayashi Toshiyuki; * 9. September 1962 in der Präfektur Osaka) ist ein japanischer Mathematiker, der sich mit symmetrischen Räumen und Darstellungen von Liegruppen befasst.

## Leben
Kobayashi studierte an der Universität Tokio, an der er 1987 seinen Master-Abschluss machte und 1990 promoviert wurde. 1991 wurde er Associate Professor an der Universität Tokio und 2001 wechselte er an das RIMS in Kyoto, an dem er 1993 eine volle Professur erhielt. Ab 2007 war er Professor an der Universität Tokio und ab 2011 am Kavli-Institut der Universität Tokio.
1991/1992 war er am Institute for Advanced Study und außerdem an der Harvard University und dem Mittag-Leffler-Institut. Außerdem war er am MSRI, am Max-Planck-Institut für Mathematik in Bonn, in Odense, an der Chalmers-Universität in Göteborg, in Singapur, Paderborn, Reims, Poitiers, Lyon I, am IHES, an der Universität Paris VI und VII und forschte für das CNRS.
Er ist bekannt für Arbeiten zu diskontinuierlichen Gruppen (Gittern) in der Theorie der Liegruppen und nicht-Riemannschen homogenen Räumen und die Theorie des diskreten Symmetriebruchs in der Theorie unitärer Darstellungen.
Seit 2005 ist er Herausgeber des Japanese Journal of Mathematics.
2008 erhielt er den Humboldt-Forschungspreis und 1999 den Frühlingspreis der Japanischen Mathematischen Gesellschaft. 2011 erhielt er den Inoue-Preis, 1997 den Takebe-Preis, 2014 die Medaille mit Purpurband, 2006 den Osaka Science Prize und 2007 den Preis der Japan Society for the Advancement of Science. Er war Invited Speaker auf dem Internationalen Mathematikerkongress 2002 in Peking (Branching problems of unitary representations). Er ist Fellow der American Mathematical Society.
2006 bis 2008 war er im japanischen Wissenschaftsrat und 2003 bis 2007 im Rat (Board of Trustees) der Japanischen Mathematischen Gesellschaft.

## Schriften
- Singular Unitary Representations and Discrete Series for Indefinite Stiefel Manifolds {\displaystyle U(p;q;F)=U(p-m;q;F)}, Memoirs AMS 462, 1992
- mit T. Oshima: Lie groups and representations, Iwanami, 2005 (japanisch)
- mit Armand Borel, L. Ji: Lie theory: unitary representations and compactifications of symmetric spaces, Birkhäuser 2005
- mit G. Mano:  A Schrödinger model for the minimal representation of the indefinite orthogonal group O(p,q), Memoirs AMS 212, 2011
- Discontinuous groups for non-Riemannian homogeneous spaces, in B. Engquist, W. Schmid, Mathematics Unlimited, Springer 2000
- Discrete decomposability of the restriction of Aq(λ) with respect to reductive subgroups and its applications,  Invent. Math., Band 117, 1994, S. 181–205.
- Discrete decomposability of the restriction of Aq(λ) with respect to reductive subgroups II - micro-local analysis and asymptotic K-support, Annals of Mathematics, Band 147, 1998, S. 709–729
- Discrete decomposability of the restriction of Aq(λ) with respect to reductive subgroups III - restriction of Harish-Chandra modules and associated varieties, Invent. Math., Band 131, 1998, S. 229–256
- Multiplicity-free theorems of the restrictions of unitary highest weight modules with respect to reductive symmetric pairs, in: T. Kobayashi, W. Schmid, J.-H. Yang (Hrsg.), Representation Theory and Automorphic Forms, Progress in Mathematics 255, Birkhäuser, 2007.